# Vilma Ferrán
Vilma Ferrán (Buenos Aires, 30 de octubre de 1940-Ibídem, 14 de julio de 2014) fue una autora y directora teatral y actriz de reparto argentina de cine, teatro y televisión.

## Carrera
Vilma Ferrán fue una brillante actriz secundaria cómica que trabajó en innumerables proyectos para teatro, cine y televisión argentina.
Estudió ya desde grande artes escénicas con Carlos Castaño, Adrián Di Stefano y Héctor Malamud.
También trabajó activamente para la obra social de la Asociación Argentina de Actores.
De asidua formación actoral se lució en roles cómicos en cine junto a actores de la talla de Carlos Roffe, Cristina Banegas, Carolina Fal, Hilda Bernard, Luis Machín, Esther Goris, Florencia Peña, Brian Torchia, Marilú Marini, Lidia Catalano y Juan Carlos Puppo. En la pantalla chica tuvo extensas participaciones en telenovelas y ciclos como junto a Chiquititas, Casi ángeles, Naranja y media con Guillermo Francella y  Resistiré y Montecristo con Pablo Echarri.
También fue actriz de publicidades como el que hizo para AlaMaula.com con el papel de "Herminia".
Falleció el 14 de julio de 2014 producto de una larga enfermedad a los 73 años de edad. Sus restos descansan en el Panteón de la Asociación Argentina de Actores del Cementerio de la Chacarita.

## Filmografía
- 2000: El cazador es un corazón solitario (cortometraje).
- 2000: Animalada.
- 2007: El tesoro del portugués.
- 2010: Dormir al sol.[3]
- 2013: La sublevación.

## Televisión
- 1996: Mi familia es un dibujo.
- 1996: Chiquititas.
- 1997: Naranja y media.
- 1999: Campeones de la vida.
- 2003: Resistiré.
- 2006: Casados con hijos (ep. La novicia rebelde).
- 2006: Montecristo.
- 2007-2008: Casi ángeles. (Rosario Rosarito Guevara de Dios)
- 2007: Televisión por la identidad.
- 2007: Son de fierro.
- 2009: Enséñame a vivir.
- 2009: Impostores.

## Teatro
- Visita, de Ricardo Monti (1993).
- El elixir del amor.
- Solamente una vez (1999).
- Las viejas vienen marchando (2000).
- La importancia de llamarse Ernesto (2002/2003/2004).
- Dos argentinos en La Habana (2004/2005).
- Luz de gas (2007/2008).
- Papá querido.
- Mucho ruido y pocas nueces (2010), en el Teatro San Martín.
- El resto es la comodidad (2011).

Como escritora y directora:
- La pluma en el sobre.
- La zorra y las uvas.[4]